# Алберт I (Намюр)
Вижте пояснителната страница за други личности с името Алберт I.
Алберт I (на френски: Albert Ier de Namur, † пр. 1011) е от ок. 973 до 1010 г. граф на Намюр.

## Биография
Той е син на comes Роберт I († пр. 981).
Алберт I се жени през 990 г. за Аделхайд († сл. 1012) от род Каролинги, дъщеря на херцог Карл I от Долна Лотарингия. Те имат децата:
- Роберт II († между 1018 и 1031), граф на Намюр
- Алберт II († ок. 1063), граф на Намюр